# Harmanus Schipper
Harmanus Schipper (Steenwijkerwold, 13 augustus 1909 - Woeste Hoeve, 8 maart 1945) was een Nederlandse verzetsstrijder in de Tweede Wereldoorlog.

## Levensloop
Schipper was tandarts in Hoogeveen. Hij was lid van de Nederlandse Hervormde Kerk. Tijdens de Tweede Wereldoorlog sloot hij zich aan bij de Ordedienst en de Landelijke Organisatie voor Hulp aan Onderduikers (LO). In de eerste maanden van 1945 zat zijn zwager Pieter Wildschut bij hem ondergedoken. Wildschut was een codeofficier en betrokken bij een geheime radiozender. Die zender verplaatste meerdere keren van locatie. Vanaf 23 januari bevond de zender zich in de woning van Roelof Eising op het terrein van de Vuil Afvoer Maatschappij (VAM) in Drijber. Op het adres van Schipper en dat van Pleunis Dubbeldam, hoofd van de PTT in Hoogeveen, kwamen de koeriers Geert Hendrik en Jan Vroom berichten oppikken die via de zender in Drijber verzonden werden.
In het huis van Eising bevond zich ook Geessien Bleeker. Bleeker was door het verzet "gevangen" genomen, omdat zij er van verdacht werd in augustus 1944 een aantal verzetsmensen te hebben verraden (wat zij inderdaad gedaan had). Bleeker schikte zich keurig in haar rol als "gevangene". Doordat zij meerdere keren van adres veranderde wist zelfs de familie-Eising niet dat Bleeker vast werd gehouden. De Duitsers waren er intussen van op de hoogte dat er in de omgeving een geheime radiozender aanwezig moest zijn en peilde deze uit. Op 9 februari 1945 deed de SD een inval. Bleeker liep direct weer over naar de Duitse zijde en wees de schuilplek van marconist Anton Stam aan, waarna ook de zender werd aangetroffen.
Bleeker noemde op de dag van de inval meerdere namen, waaronder die van Schipper en Pleunis Dubbeldam. Beide mannen werden in de nacht van 9 op 10 februari thuis aangehouden en overgebracht naar het Huis van Bewaring in Assen. Koerier Jan Vroom wilde de volgende dag Schipper waarschuwen, maar trof bij zijn huis aan de Hoofdstraat 11 in Hoogeveen de SD aan. Bleeker had intussen ook zijn naam genoemd, waardoor Vroom ook werd overgebracht naar het Huis van Bewaring. Schipper wist uit het Huis van Bewaring nog een bericht naar zijn vrouw te smokkelen waarin hij vertelde dat alles was ontdekt.

### Dood
In de nacht van 6 op 7 maart 1945 raakte de SS-officier Hanns Albin Rauter, de Duitse leider van de politie in Nederland, bij de Woeste Hoeve op de oostelijke Veluwe zwaargewond bij een toevallige aanslag. Op 8 maart 1945 executeerden de Duitse bezetters als wraak 117 gevangenen bij de plaats van de aanslag, waaronder Dubbeldam, Schipper en Vroom en twee andere personen die als gevolg van het verraad van Bleeker waren aangehouden (Koop Schra en Piet van de Velde, directeur van het Bethesdaziekenhuis, waar de radio eerder had gestaan).

## Persoonlijk
Schipper was getrouwd met Murkje Wildschut (1915-1992). Samen hadden zij drie kinderen. In Hoogeveen is de Tandarts Schipperstraat naar hem vernoemd.